# 火星1A號

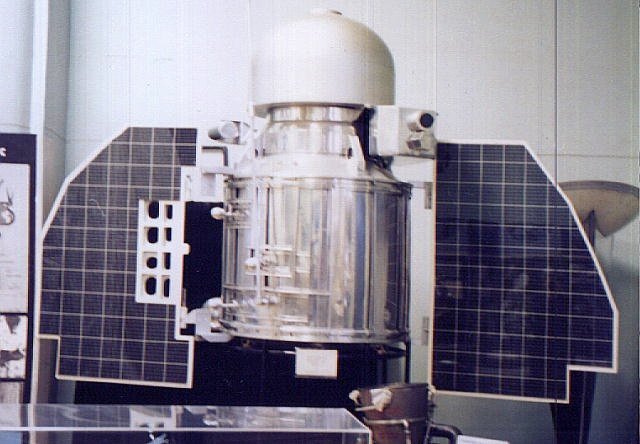
火星1A號

火星1A號（Mars 1M）又稱為Marsnik 1、Mars 1960A或Korabl 4，是蘇聯的火星無人探測器，也是蘇聯首次探索火星的計畫，它與火星1B號完全一樣，是火星計劃最早發射的探測器。火星1A號目的是研究火星附近的宇宙射線、磁場、微隕石和大氣環境、有機物構成，但是它在1960年10月10日發射後，第三節火箭故障，任務失敗。

## 外部連結
- The Soviet Mars program, Professor Chris Mihos, Case Western Reserve University